# Hafenstraße 15 (Stralsund)

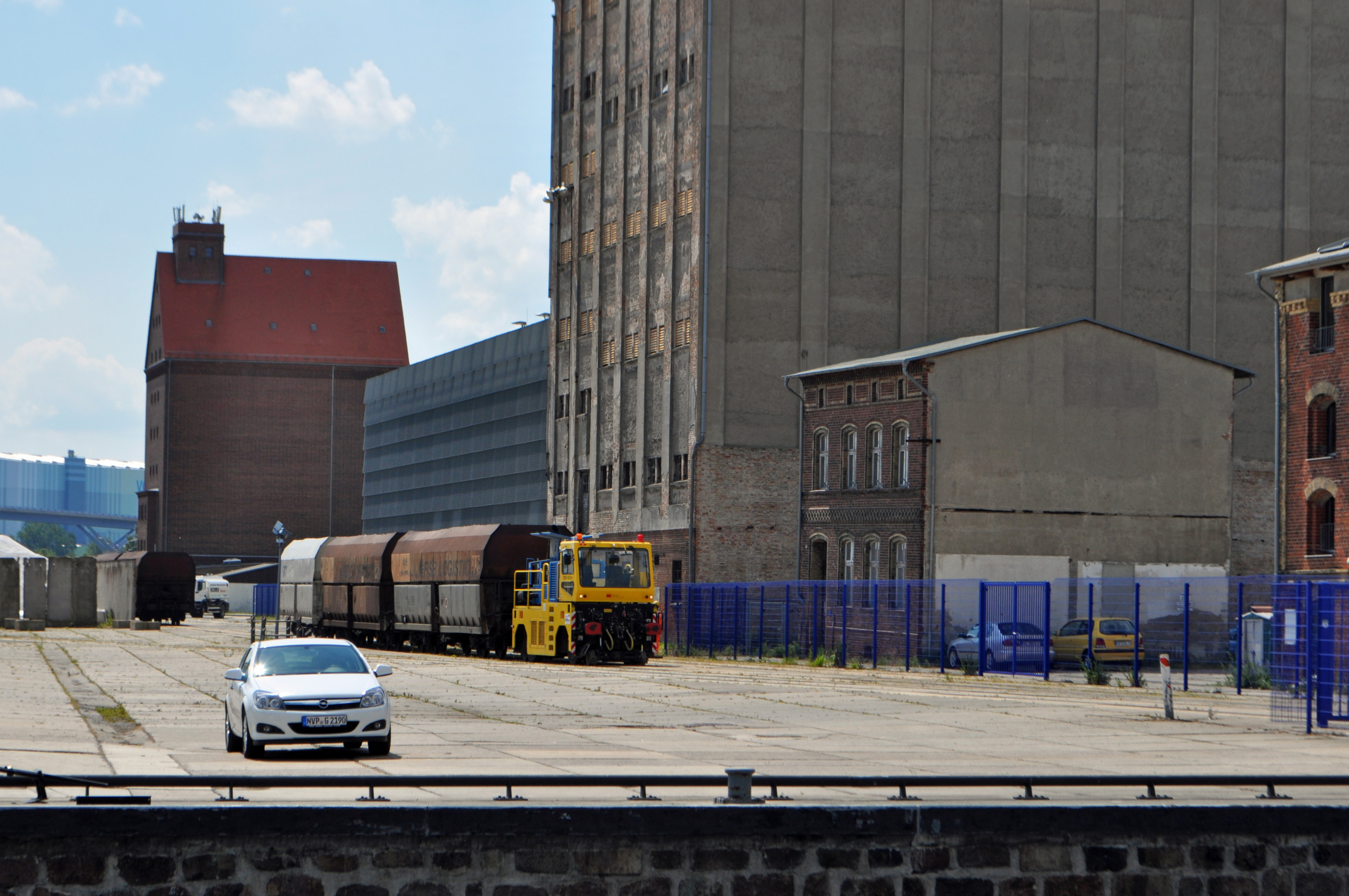
Haus Hafenstraße 15 in Stralsund (2013)

Das Gebäude mit der postalischen Adresse Hafenstraße 15 ist ein denkmalgeschütztes Bauwerk im Hafen der Stadt Stralsund in der Hafenstraße.

## Geschichte, Beschreibung, Nutzung
Das zweigeschossige, vierachsige rote Backsteingebäude mit Drempel wurde im letzten Viertel des 19. Jahrhunderts errichtet.
Mit gelbem Backstein sind der geschosstrennende Rautenfries, die Tür- und Fenstereinfassungen mit segmentbogigen Abschlüssen, das Deutsche Band über dem Fries und die Gliederung des Drempels abgesetzt.
Das Haus steht am Rand des von der UNESCO als Weltkulturerbe anerkannten Stadtgebietes des Kulturgutes Historische Altstädte Stralsund und Wismar. In die Liste der Baudenkmale in Stralsund ist es mit der Nummer 304 eingetragen.